# Xelim ugandês
O xelim ugandês (símbolo: USh; código: UGX) é a moeda oficial de Uganda. Oficialmente dividido em centavos até 2013, o xelim ugandês atualmente não possui subdivisão. As denominações atualmente em circulação são 50, 100, 200, 500 e 1000 xelins. Várias outras moedas também são chamadas de xelim.
O primeiro xelim ugandês (UGS), substituiu o xelim da África Oriental em Uganda no ano de 1966. Após uma alta inflação, um novo xelim (UGX) foi introduzido em 1987 no valor de 100 xelins antigos.